# EKOS
EKOS Research Associates est un institut de sondage canadien fondé en 1980. Son siège social se trouve à Ottawa, capitale du Canada, en Ontario.